# 도미타촌 (후쿠시마현 다테군)
도미타촌(富田村)은 후쿠시마현 다테군에 있던 촌이다. 현재의 가와미타정 남서부에 해당한다.

## 역사
- 1889년 4월 1일 - 정촌제 시행에 의해 4촌의 구역을 가지고 성립하였다.
- 1955년 3월 1일 - 가와마타 정, 도다 촌, 후쿠다 촌, 고지마 촌, 이자카 촌, 고쓰나기 촌, 오쓰나기 촌, 아다치군 야마키야 촌이 합병해 가와마타 정이 성립하여, 동일 도미타 촌이 폐지되었다.

## 교통

### 도로
- 도미타 가도 (현:국도 114호선)

## 참고문헌
- 角川日本地名大辞典 7 福島県